# 히네노 요시아키

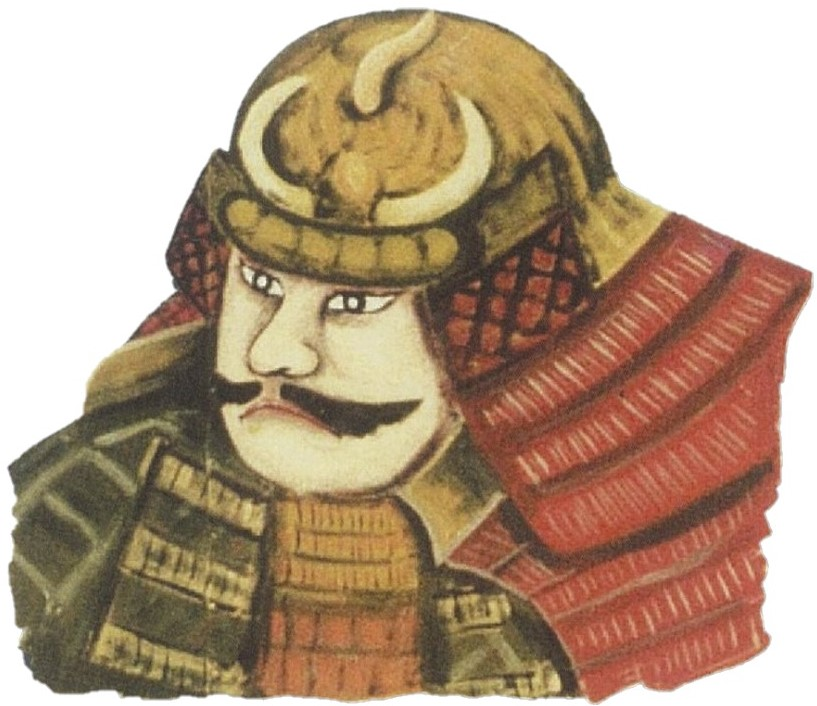
히네노 요시아키

히네노 요시아키(日根野吉明)는 아즈치모모야마 시대부터 에도 시대까지의 다이묘이다. 시나노 다카시마성(스와 번)주, 시모쓰케 미부 번주, 분고 후나이번주. 선대 다카시마성주 히네노 다카요시의 장남이다.
| 전임 히네노 다카요시 | 다카시마 성 성주 (히네노가) 1600년 ~ 1601년 | 후임 스와 요리미즈 |

|  | 미부 번 번주 (히네노가) 1601년 ~ 1634년 | 후임 아베 다다아키 |

| 전임 다케나카 시게요시 | 후나이번 번주 (히네노가) 1634년 ~ 1656년 | 후임 마쓰다이라 다다아키(다다테루) |